# Troisfontaines-la-Ville
Troisfontaines-la-Ville település Franciaországban, Haute-Marne megyében. Lakosainak száma 432 fő (2022. január 1.). Troisfontaines-la-Ville Attancourt, Eurville-Bienville, Humbécourt, Bayard-sur-Marne, Magneux, Maizières, Rachecourt-sur-Marne, Sommancourt és Wassy községekkel határos.

## Népesség
A település népessége az elmúlt években az alábbi módon változott:
| Lakosok száma | 71   | 447  | 453  | 382  | 442  | 440  | 429  | 433  | 434  | 432  |
|               | 1968 | 1982 | 1990 | 2006 | 2013 | 2015 | 2017 | 2019 | 2020 | 2022 |